# Orchidantha anthracina
Orchidantha anthracina là danh pháp khoa học của một loài thực vật có hoa trong họ Lowiaceae, được Trần Hữu Đăng, Lưu Hồng Trường và Jana Leong-Škorničková mô tả khoa học năm 2020.

## Mẫu định danh
Mẫu định danh: Trần Hữu Đăng & Hiếu Cường Nguyễn TRAN-444, cây đang ra hoa thu thập ngày 9/1/2017 ở tọa độ 12°53′18,35″B 109°23′36,94″Đ / 12,88333°B 109,38333°Đ, cao độ khoảng 130 m, núi Đá Bia, xã Hòa Xuân Nam, huyện Đông Hòa (nay là thị xã Đông Hòa), tỉnh Phú Yên, Việt Nam. Holotype lưu giữ tại Viện Sinh thái học Miền Nam (SGN); isotype lưu giữ tại Ban quản lý Vườn quốc gia Singapore (SING).

## Từ nguyên
Tính từ định danh bắt nguồn từ tiếng Latinh anthracinus, mô tả sắc đen như than gần với màu xanh lam; đề cập đến cánh môi màu nhung đen rất sẫm của loài này.

## Mô tả
Cây thân thảo nhỏ mọc thành cụm có thân rễ sống lâu năm, cao tới 50(–65) cm, với 4–9(–12) lá trên mỗi thân; các cây non cũng như cây trưởng thành với lá có cuống lá rõ rệt. Thân rễ có đường kính khoảng 10 mm, bên ngoài màu nâu đến nâu sẫm, bên trong màu trắng kem; nhiều rễ, đường kính 5–7 mm, đôi khi có củ rễ về phía cuối, các củ rễ 2–4 × 1–1,4 cm, hình thoi, bên trong màu trắng với tâm màu nâu nhạt. Lá dài tới 60 cm (bao gồm cả cuống lá); cuống lá dài 5–25 cm; phiến không đối xứng với chiều rộng các bên không bằng nhau, hình elip, 23–45 × 9–14 cm, nhẵn bóng cả hai mặt, màu xanh lục vừa đến xanh lục đậm ở phía gần trục, hơi nhạt hơn ở phía xa trục, đáy chếch, tù đến thuôn tròn, đỉnh thon dần lại, mép lượn sóng. Cụm hoa trên thân ngầm thanh mảnh, màu từ nhạt đến kem, với các lá bắc và/hoặc vảy của chúng nổi rõ; lá bắc gốc hình tam giác, 2 gờ, dài 10–15 mm; lá bắc thứ hai dài 2,2–2,7 mm, màu kem đến xanh lục nhạt, đôi khi có chút ánh đỏ, có mấu nhọn ngắn và sắc; lá bắc thứ ba dài 32–40 mm, màu kem đến xanh lục nhạt, đôi khi có chút ánh đỏ, có mấu nhọn ngắn và sắc; lá bắc hoa xuất hiện trên mặt đất hoặc với phần gần chìm trong đất, màu trắng kem ở sát gốc, nếu không thì pha ánh tím, có đầu nhọn nhỏ, dài 52–60 mm, bao bọc phần mở rộng của bầu nhụy. Hoa có mùi khá khó chịu với tông mùi pho mát xanh; cuống hoa dài khoảng 10 mm; phần mở rộng bầu nhụy dài 75–80 mm (bao gồm cả bầu nhụy dài khoảng 18 mm), màu trắng kem; lá đài màu trắng kem đến ánh vàng nhạt ở cả hai mặt, đôi khi có ánh màu tím nhạt ở mặt ngoài, nhẵn nhụi, kích thước không đều, mép nguyên, đỉnh có mấu nhọn nhỏ (1–3 mm); lá đài lưng đảo ngược mạnh, hình elip hẹp, 70–95 × 9–11 mm (tại điểm rộng nhất); các lá đài bên hình elip hẹp, tỏa rộng (không đỡ cánh môi), khoảng 75–100 × 14–15 mm (tại điểm rộng nhất); các cánh hoa bên xếp chồng lên nhau ở gốc che phủ nhị và vòi nhụy, màu trắng kem, hình chữ nhật cụt không đều nhau, nhọn đột ngột (đỉnh nhọn dài 3–6 mm), mép trong (kề bên cánh hoa khác) thẳng, mép lộ ra có khía tai bèo nhỏ không đều, 20–25 × 5–6 mm; cánh môi hình elip, 70–90 × 28–35 mm, với gân giữa hơi nhô lên (rộng 2–2,5 mm ở đáy, thu hẹp dần về phía đỉnh), màu tím rất sẫm đến gần như đen, có bề ngoài mịn như nhung, mép nguyên và thẳng ở 1/2–2/3 gốc, xoăn không đều, hơi gợn sóng và thỉnh thoảng có vết rạch ở 1/3 đỉnh. Nhị dài 8–10 mm; chỉ nhị dài 2–3 mm, phồng lên, màu kem, nhẵn nhụi; túi bao phấn hướng trong, 5,5–7 mm, nứt dọc theo toàn bộ chiều dài, màu trắng kem đến nâu nhạt. Vòi nhụy màu trắng kem, dài 9–10 mm; đầu nhụy dài 9–10 mm, 3 thùy chẻ sâu, màu trắng ánh xanh lục; các thùy nhụy gập đôi, với mép màu ánh trắng, bán trong mờ, có khía răng cưa nhỏ không đều, thùy giữa dài khoảng 6 mm, các thùy bên dài khoảng 3 mm; khối nhớt hình tim, mỗi bên của khối nhớt dài 3–3,5 mm. Không thấy quả và hạt.

## Phân bố
Cho đến nay chỉ được biết đến ở tỉnh Phú Yên, nam Trung bộ Việt Nam.

## Môi trường sống, sinh thái
Rừng lá rộng thường xanh vùng đất thấp, gần suối. Trên đồng ruộng người ta quan sát thấy cây ra hoa từ tháng 12 đến tháng 1 năm sau, nhưng trong gieo trồng thì cây ra hoa 2–3 lần mỗi năm.